# Perdikkas

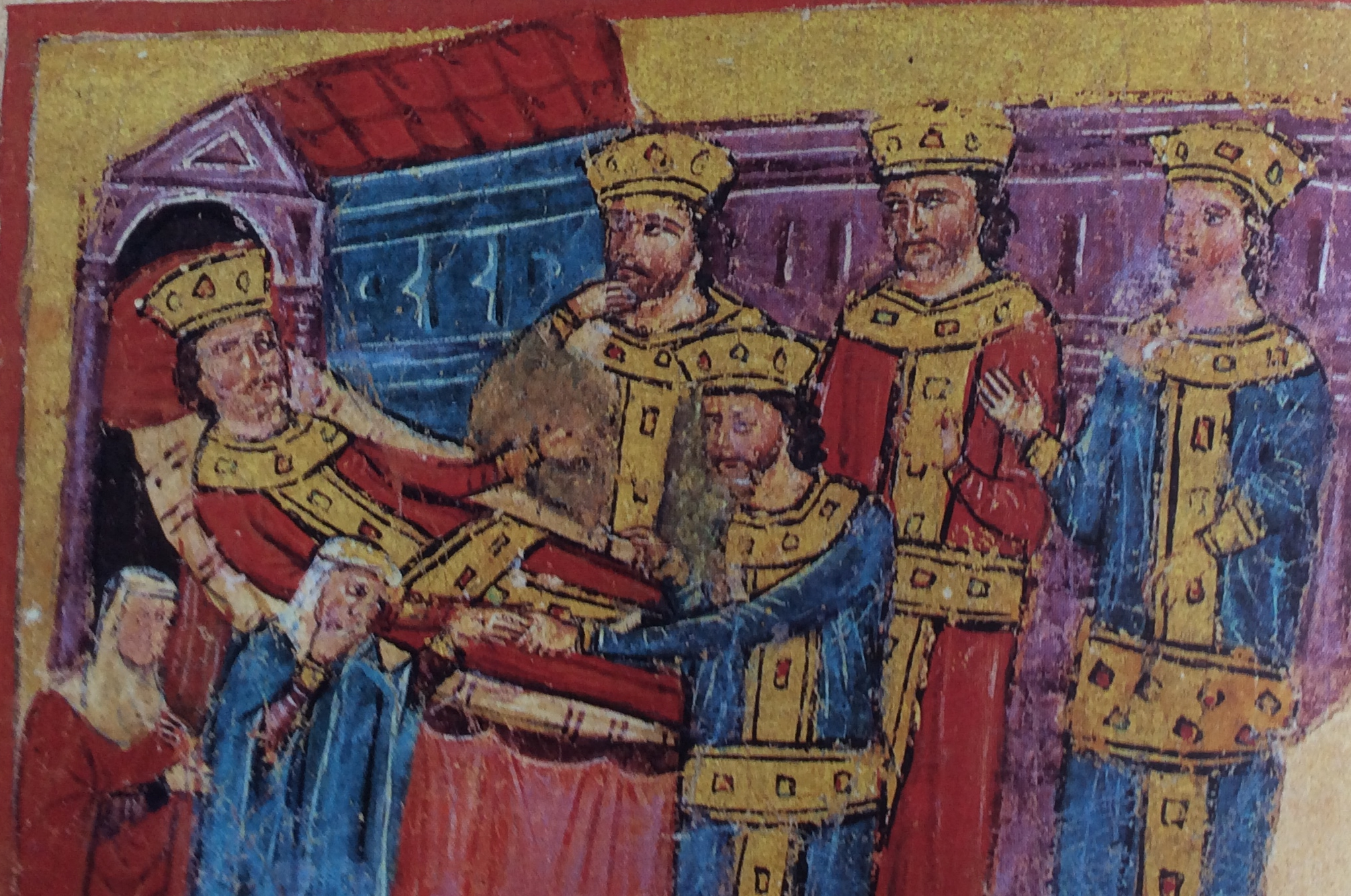
Alexander den store överlämnar på sin dödsbädd sin signetring åt Perdikkas, som står vid sängens fotända.

Perdikkas (grekiska Περδίκκας), död 321 f.Kr., var en makedonsk fältherre.
Perdikkas var en av Alexander den stores generaler. Efter dennes död 323 f.Kr. utnämndes han till kiliark och erövrade 322 f.Kr. Kappadokien men råkade kort därefter i konflikt med de övriga fältherrarna. Han utnämnde sig själv till riksföreståndare och inföll i Egypten för att krossa Ptolemaios men fälttåget misslyckades och Perdikkas mördades i sitt tält av sina officerare. Perdikkas beskrivs som en klok och försiktig fältherre men barsk och sträng mot sina underlydande.